# توب غير (موسم 26)
توب غير 26 (بالإنجليزية: Top Gear)‏ هو السلسلة السادسة والعشرون للبرنامج التلفزيوني البريطاني الذي يهتم بالمركبات، توب جير، تم إنتاجه في المملكة المتحدة. بدأ عرضه في سنة 2019. عرض على بي بي سي تو. بلغ عدد حلقاته 5 حلقات، تم بث البرنامج لأول مرة بتاريخ 17 فبراير 2019 بينما تم بث آخر حلقة منه بتاريخ 17 مارس 2019. مقدمو البرنامج مات لوبلان، كريس هاريس وروري ريد.